# Péter Gárdos
Péter Gárdos (Budapest, 8 de juny de 1948) és un documentalista i novel·lista hongarès.

## Vida
Péter Gárdos és fill dels supervivents de l'Holocaust de Debrecen Agnes i Miklós Gárdos, que es van casar el 1946. Miklós Gárdos va treballar més tard com a periodista. Després d'estudiar a la Universitat Eötvös Loránd, Péter Gárdos va aconseguir una feina a l'estudi de cinema documental i informatiu estatal hongarès MAFILM Híradó- és document film Stúdiójában com a ajudant de direcció i es va convertir en director. Gárdos ha produït un gran nombre de documentals. El 1986, durant l'època del comunisme, va fer la pel·lícula Szamárköhögés sobre la derrotada revolució hongaresa de 1956.
Gárdos va rebre diversos premis, inclòs el Balázs Béla-díj el 1989. El 2014 va escriure una novel·la sobre la supervivència dels seus pares i també va fer ell mateix una pel·lícula del llibre.

## Filmografia
- 1972: Víz - minden mennyiségben
- 1972: Szobrok és alkotók
- 1972: Ideál '72
- 1972: A gyermekek világából
- 1972: …és télen még rosszabb!
- 1973: Utazás a Föld körül
- 1973: Modernség '73
- 1974: Az új elnök öröksége
- 1974: Új arcok éve
- 1974: Országgyűlés
- 1974: Forradalmi Ifjúsági Napok
- 1974: Elsőéves népnevelők
- 1975: Kultúrközpont
- 1975: Kirándulás
- 1975: Kártyaparti este 7-kor
- 1976: Egy tiszt levele
- 1976: Kibontakozás
- 1976: Két nap élet
- 1977: Skorpió Rt.
- 1977: Lidérc
- 1978: Halálosztók
- 1979: Ketrec
- 1979: A gondolat él
- 1980: Vészcsengő
- 1980: Tragoletto
- 1981: Tiszteletkör
- 1981: Semmi vagy minden
- 1982: A tanítványok
- 1982: Manőver
- 1983: Kis ember nagy élete
- 1985: Uramisten
- 1985: A 28-as csapó
- 1987: Üveg
- 1987: Szamárköhögés
- 1988: Video-világ
- 1988: Szünet
- 1989: Diploma
- 1992: A skorpió megeszi az ikreket reggelire
- 1994: A brooklyn-i testvér
- 1995: Éretlenek
- 1997: Showbálvány
- 1998: Üstökös
- 2001: Az utolsó blues
- 2004: A porcelánbaba (2005 Filmszemle - Legjobb rendezés díja)
- 2005: Az Aranyember c. film a „Nagy könyv” c. sorozatban.
- 2005: Az igazi Mikulás
- 2006: Az ősz 17 pillanata
- 2008: Fordítva
- 2008: Arcok a homályból
- 2009: Tréfa (2009 Filmszemle – Legjobb rendezés díja)
- 2015: Hajnali láz (magyar–svéd–izraeli koprodukció)